# Lanassa benthaliana
Lanassa benthaliana är en ringmaskart som beskrevs av McIntosh 1885. Lanassa benthaliana ingår i släktet Lanassa och familjen Terebellidae. Inga underarter finns listade i Catalogue of Life.